# Noia de calendari

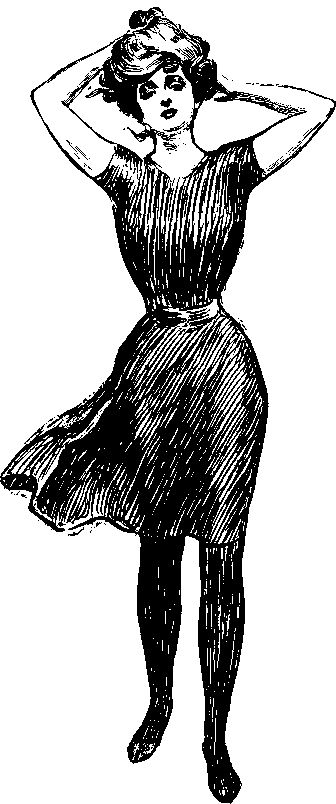
La primera pin-up coneguda, de Charles Dana Gibson (1887).

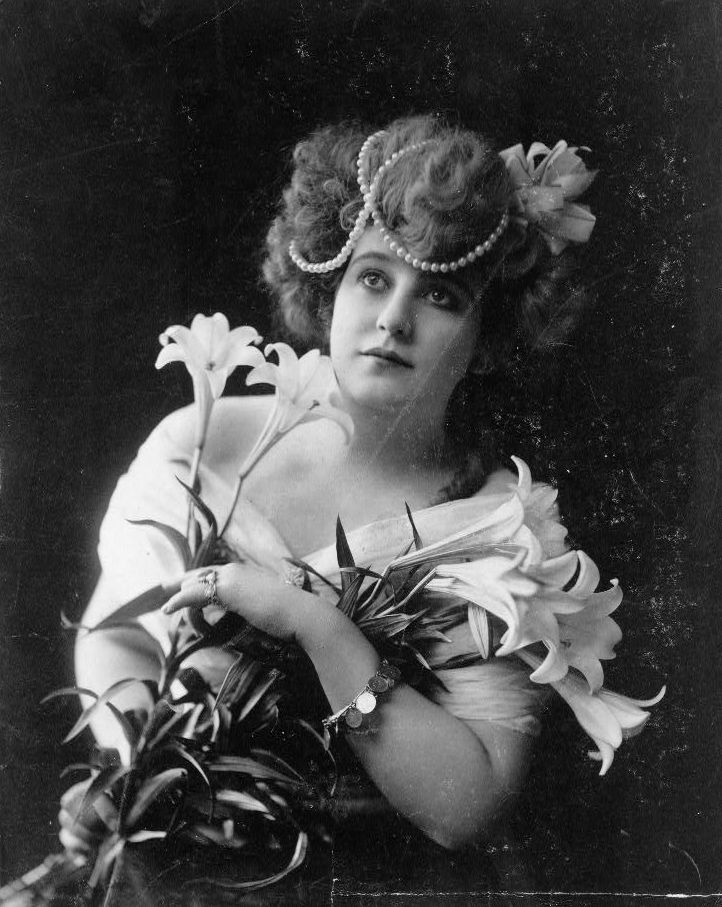
Apareixen les primeres fotografies, com aquesta del 1902.

Una noia de calendari (pin-up, en el terme original anglès) és una persona cèlebre la imatge de la qual apareix reproduïda massivament en diversos formats que la fan arribar a tots els públics. L'expressió anglesa pin-up significa el que es penja a la pared, com ara un pòster. Les noies de calendari poden ser actrius porno, models de moda o actrius, entre d'altres.

## Història
Tot i que l'ús massiu d'imatges de dones es troba documentada almenys des de la dècada del 1890, i que es va fer força popular des de la dècada del 1920, el terme anglès pin-up va aparèixer per primer cop el 1941. També es pot referir a dibuixos o pintures basades en fotos o que representaven l'ideal de la bellesa femenina de l'època. Un exemple primerenc d'aquesta modalitat és la representació d'una noia en vestit de bany victorià creada per Charles Dana Gibson el 1887. Molts altres artistes gràfics s'hi van dedicar, i algunes d'aquestes creacions van arribar a publicar-se fins i tot a l'època inicial de la revista Playboy. Fundada el 1953, el primer número d'aquesta revista reproduí una foto de Marilyn Monroe nua que havia il·lustrat el calendari d'aquell any.
Les imatges de dones per decorar parets es treien inicialment de les revistes i els diaris, o bé eren postals o litografies, per exemple. Posteriorment, les fotos van començar a aparèixer en calendaris, pensats directament per ser penjats a la paret i, més endavant, els pòsters de noies es van produir massivament i van aconseguir grans èxits de vendes.
Molts d'aquests pòsters eren fotos de famoses (les celebritats), que hom considerava sex symbols. Algunes de les noies de calendari més famoses dels primers temps foren Betty Grable i Jane Russell, de les que es podien trobar pòsters a qualsevol lloc on hi hagués soldats nord-americans durant la Segona Guerra Mundial. En canvi, això ja no era tan habitual a la Guerra de Vietnam, i s'ha anat perdent al llarg de les darreres dècades. A la Dècada del 1960, en la plenitud del Swinging London, encara podem trobar pòsters de la model Twiggy, per exemple, mentre que al final de la dècada de 1970 i principis dels vuitanta, es van posar de moda els pòsters d'actrius de televisió estatunidenques, com Farrah Fawcett i Cheryl Tiegs.

## Calendaris de bombers
A partir de la dècada del 1960, el feminisme, la revolució sexual i l'alliberament de la dona van fer decaure substantivament la moda de les noies de calendari. No és que ja no hi hagi calendaris amb fotos suggerents a tots els tallers i a totes les cabines de camió, però sí que han desaparegut dels calendaris i dels pòsters les dones famoses, i hi resten tan sols les models porno.
En els darrers temps, a més, han començat a popularitzar-se les fotos sexys d'homes, començant pels bombers i els esportistes. Si de les noies de calendari se n'havia dit en anglès cheesecake ("pastís de formatge"), ara s'anomenen beefcake ("pastís de carn") aquests models masculins, tant si són professionals com si no ho són. Però aquesta nova moda no es deu tant a la nova posició de la dona a la societat com a l'alliberament homosexual.

## Noies de calendari més destacades

### Dècades del1910i del1920
| - Vilma Bánky - Belle Bennett - Clara Bow - Mary Brian - Louise Brooks - Camille Clifford - Betty Compson - Bebe Daniels - Marion Davies | - Billie Dove - Ruth Etting - Barbara Kent - Bessie Love - Barbara La Marr - Colleen Moore - Mae Murray - Nita Naldi | - Alla Nazimova - Pola Negri - Anita Page - Lillian Gish - Mary Pickford - Gloria Swanson - Lilyan Tashman - Olive Thomas - Alice White |

### Dècada del 1930
| - Annabella - Joan Blondell - Virginia Bruce - Joan Crawford - Marlene Dietrich - Dolores del Río - Irene Dunne | - Greta Garbo - Jean Harlow - Sonja Henie - Ruby Keeler - Gypsy Rose Lee - Carole Lombard - Myrna Loy | - Sally Rand - Ginger Rogers - Barbara Stanwyck - Thelma Todd - Lupe Vélez - Mae West - Toby Wing |

### Dècada del 1940
| - Lauren Bacall - Diana Barrymore - Ingrid Bergman - Vivian Blaine - Linda Darnell - Bette Davis - Yvonne De Carlo - Gloria De Haven - Olivia de Havilland - Deanna Durbin - Lisa Fonssagrives - Ava Gardner - Judy Garland - Betty Grable - Kathryn Grayson - Jane Greer | - Anne Gwynne - Susan Hayward - Rita Hayworth - June Haver - Lena Horne - Candy Jones - Veronica Lake - Hedy Lamarr - Dorothy Lamour - Carole Landis - Joan Leslie - Viveca Lindfors - Marilyn Maxwell - Marie McDonald - Ann Miller - Carmen Miranda | - Maria Montez - Gloria Nord - Maureen O'Hara - Frances Rafferty - Ella Raines - Donna Reed - Jane Russell - Olga San Juan - Ann Savage - Ann Sheridan - Alexis Smith - Gene Tierney - Lana Turner - Esther Williams - Marie Wilson - Shelley Winters |

### Dècada del 1950
| - Pier Angeli - Carroll Baker - Brigitte Bardot - Candy Barr - Virginia Bell - Betty Brosmer - Jeanne Carmen - Cyd Charisse - Mara Corday - Hazel Court - Dagmar - Dorothy Dandridge - Sandra Dee - Faith Domergue - Diana Dors | - Anita Ekberg - Gloria Grahame - Myrna Hansen - Barbara Hale - Allison Hayes - Betty Hutton - Eartha Kitt - Joi Lansing - Gina Lollobrigida - Sophia Loren - Jayne Mansfield - Irish McCalla - Marilyn Monroe - Elizabeth Montgomery - Cleo Moore | - Barbara Nichols - Sheree North - Kim Novak - Maila Nurmi - Bettie Page - Suzy Parker - Barbara Payton - Barbara Rush - Sabrina - Gia Scala - Lili St. Cyr - Tempest Storm - Märta Torén - Mamie Van Doren |

## Galeria d'imatges

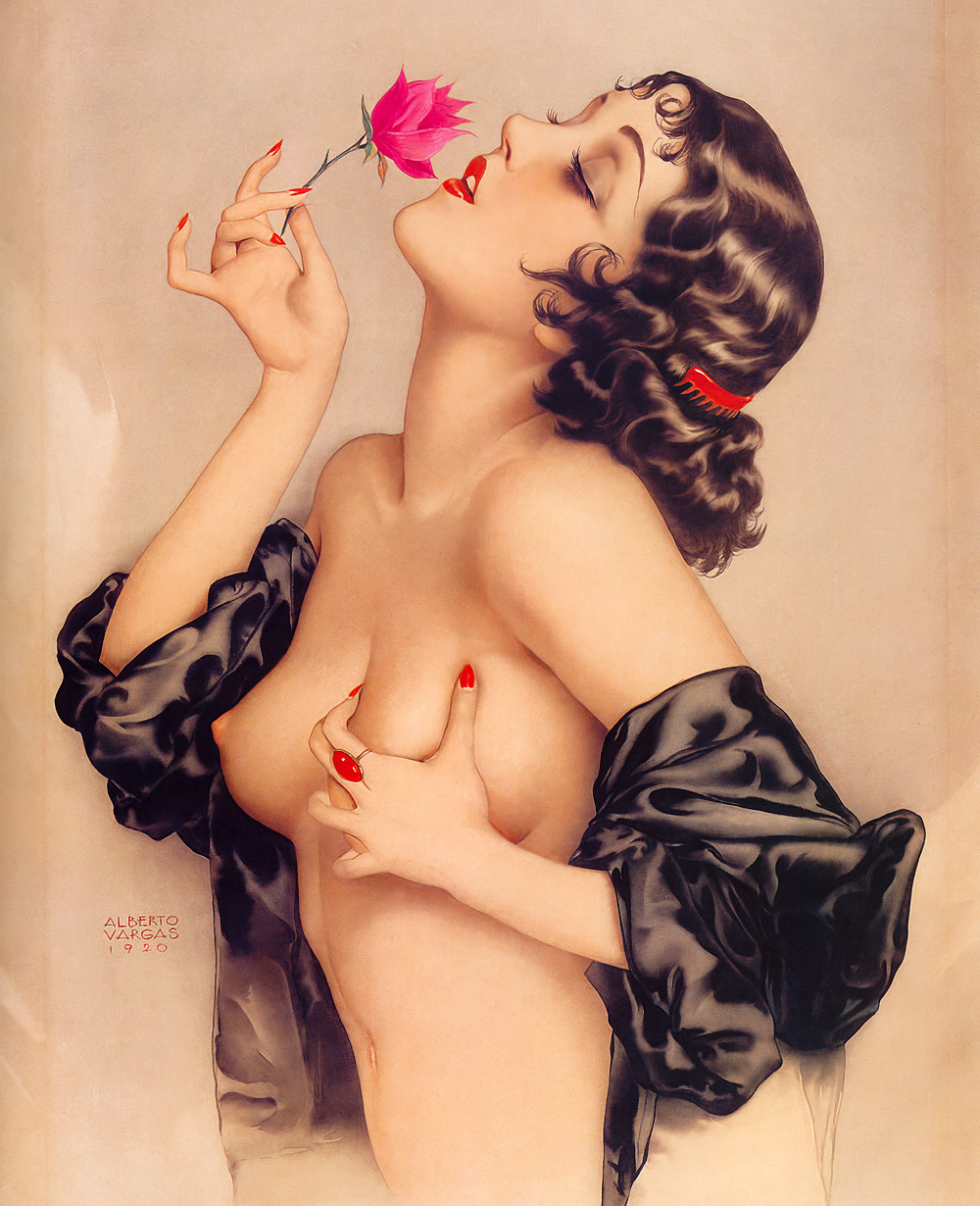
Olive Thomas retratada per Alberto Vargas el 1920.
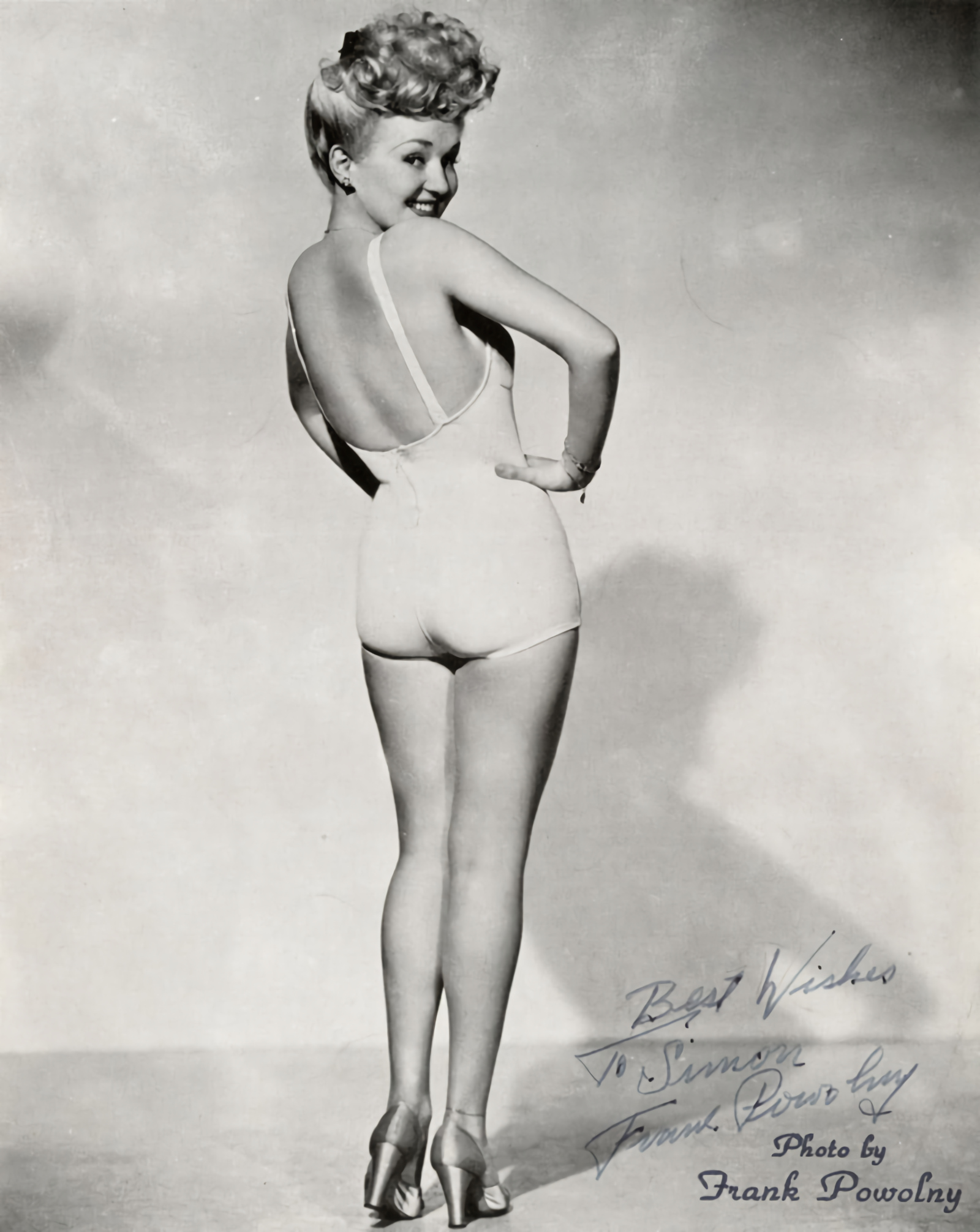
El famós pòster de Betty Grable.
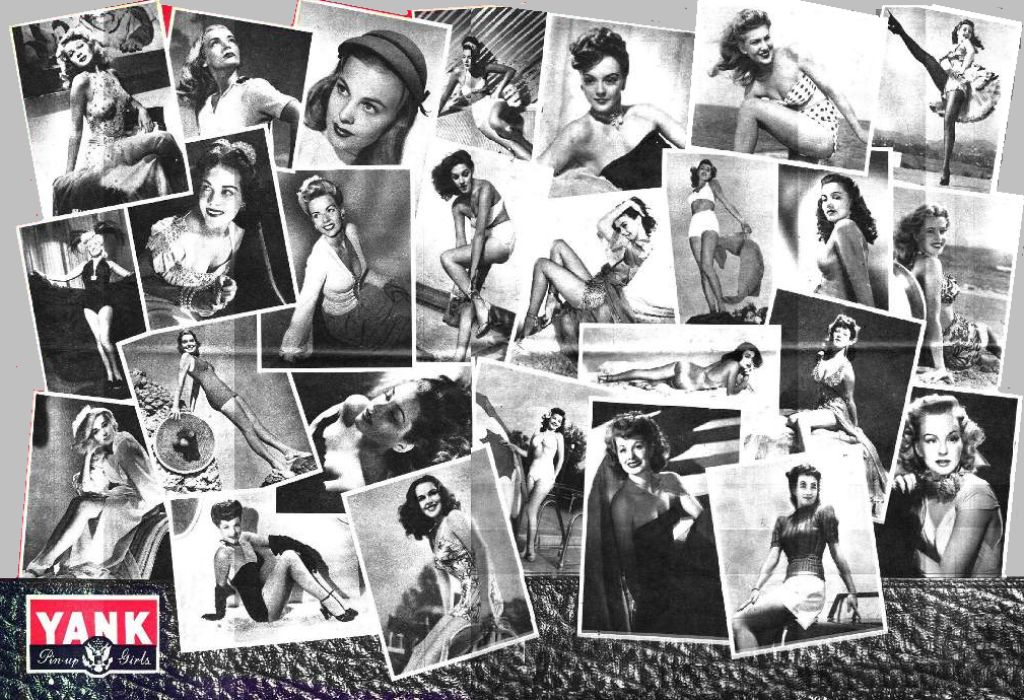
Selecció de pin-ups de la revista Yank.
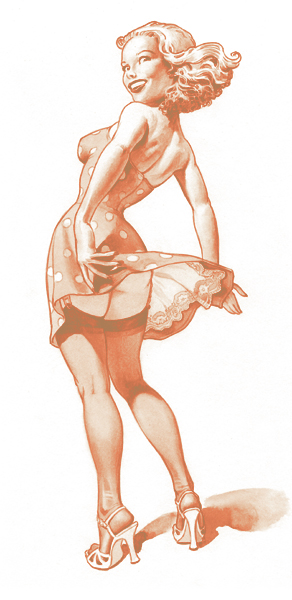
Un pin-up obra de Patrick Hitte.
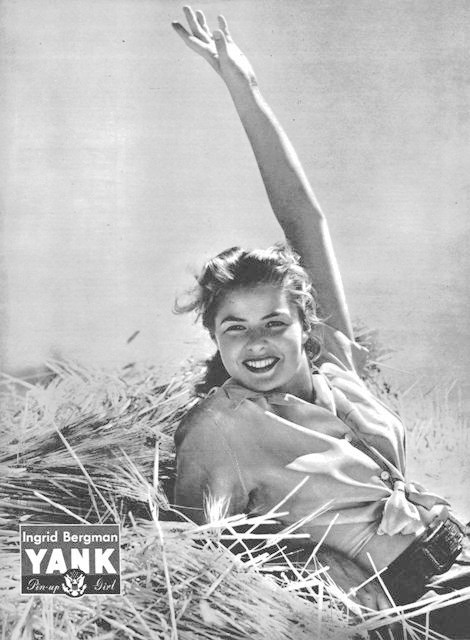
Ingrid Bergman.
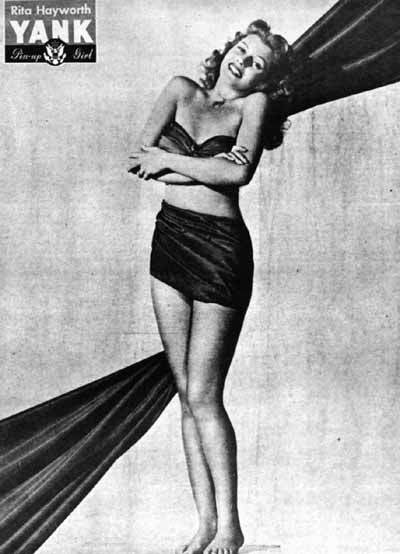
Rita Hayworth.
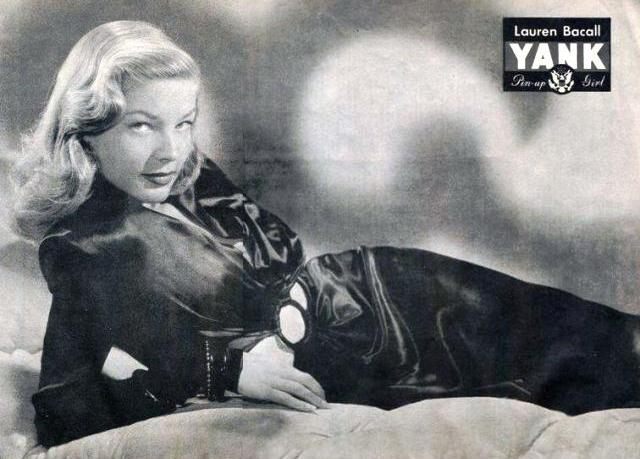
Lauren Bacall.
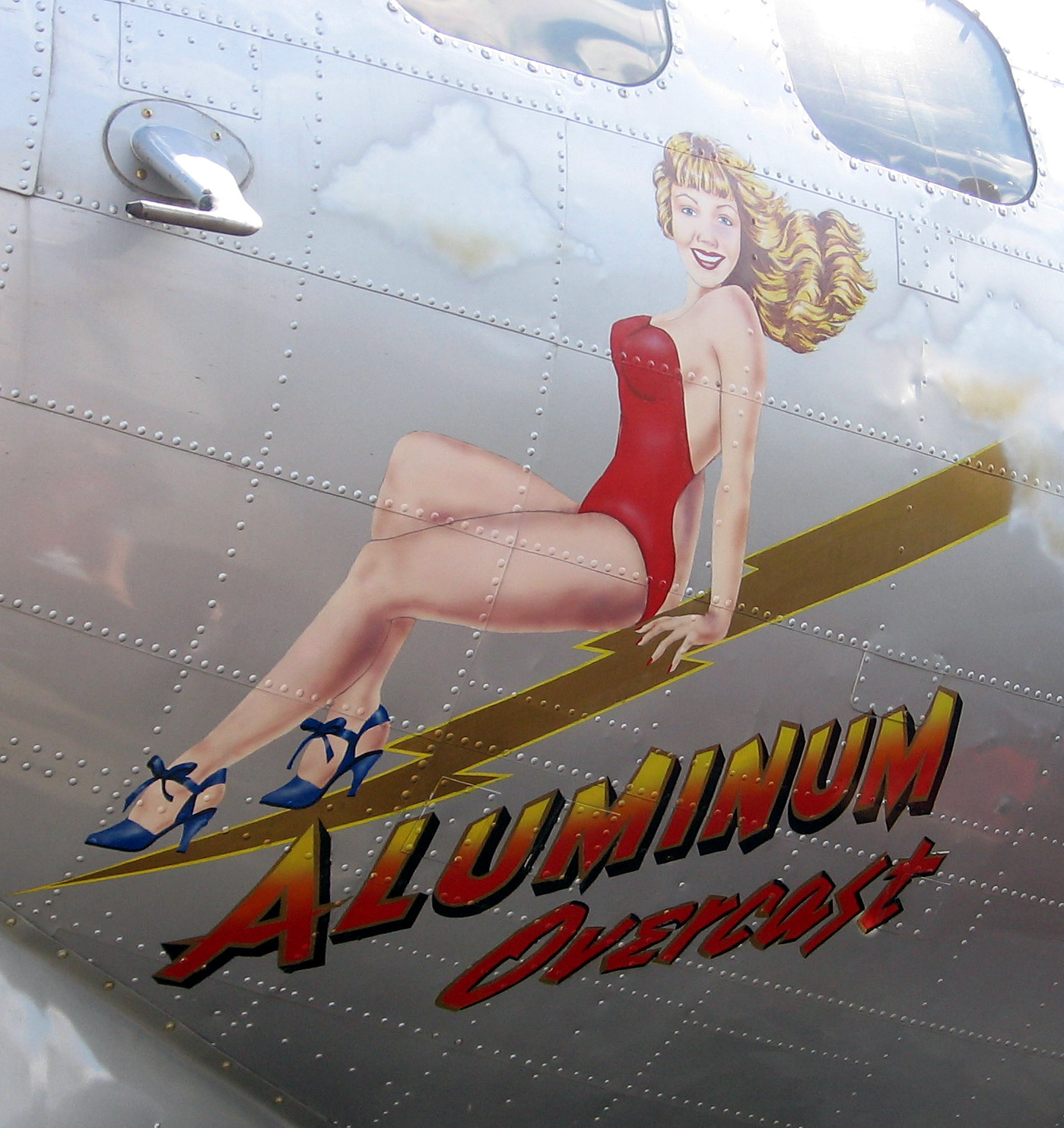
Pin-up pintat sobre el fuselatge d'un avió.
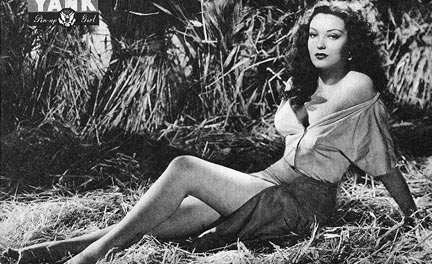
Linda Darnell.
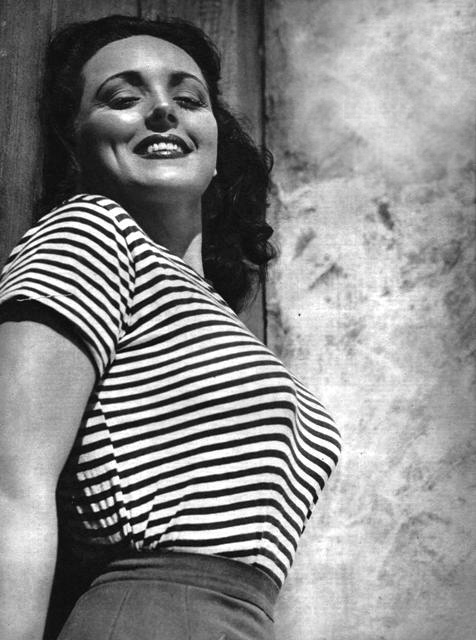
La cantant mexicana Lina Romay.